# 華倫夫婦
艾德華·「艾德」·華倫·米尼（英語：Edward "Ed" Warren Miney，1926年9月7日—2006年8月23日）和羅琳·丽塔·華倫（原姓莫兰，1927年1月31日—2019年4月18日），美國著名靈異現象調查者，前者17歲時進入美國海軍服役，曾經參與第二次世界大戰，退役後轉職警察，夫妻兩人在1952年成立新英格蘭靈異研究協會（New England Society for Psychic Research，簡稱NESPR），是新英格蘭最早成立的捉鬼組織。

## 著名案件

### 阿米提維爾鬼屋
1975年，喬治·和凱茜·卢茨聲稱他們的房子出現超自然現象，經歷恐怖的28天後終於搬離該鬧鬼房屋。斯蒂文·卡普兰在1976年成功聯絡卢茨一家人，並在1995年出版《阿米提維爾鬼屋陰謀》（The Amityville Horror Conspiracy）一書，指根本是一場騙局。蘿琳·華倫後來告訴時代快報記者表示真有其事。這事件在1977年改編成書《阿米蒂維爾鬼屋》（The Amityville Horror）、及在1979和2005年兩度改編成電影。
事件亦曾經於2016年被《厲陰宅2》中提及，成為電影開場，當中女主角薇拉·法蜜嘉模仿凶手被上身一幕更為人大讚。

### 夏恩·強生
1981年，厄恩·夏恩·強生（Arne Cheyenne Johnson）被控謀殺其房東亞倫·布魯諾（Alan Bono）。華倫夫婦受邀前來協助，指兩人均被魔鬼附身。強生以被附身為由向法院求情無效，宣判有罪。該事件被改編成電影《厲陰宅3：是惡魔逼我的》（2021年）。該案件被描述在Gerald Brittle的1983年書籍《The Devil in Connecticut》。

### 狼人
1983年，比尔·拉姆齐（Bill Ramsey）相信自己成為了狼人，並咬了數名受害者。艾德·華倫在1991年把這案件寫成書《狼人：惡靈附身的真實故事》（Werewolf: A True Story of Demonic Possession）。沒有照片或影片能證實或解釋拉姆齐被一隻狼人型惡靈附身。

### 斯穆爾家庭
宾夕法尼亚州居民杰克（Jack）和珍妮特·斯穆爾（Janet Smurl）聲稱他們的房子出現超自然現像，包括不明聲音、怪味和幽靈。華倫夫婦到訪後指他們的房子被三個靈體佔據著。

### 羅德島鬼屋
1971年，佩倫（Perron）一家搬進羅德島一家新房子，該處在19世紀早期住了一名女巫貝絲希芭·薛曼（Bathsheba Sherman），並詛咒凡搬進該地的人都會死去。這案件被改編為2013年電影。

### 康乃狄克鬼屋
1986年，斯內德克（Snedeker）一家為了治療兒子的癌症，搬進了離醫院較近的一家房子，該房子前身是殯儀館，此後怪事不時發生。1992年出版的一本書《在陰暗地方：真實鬧鬼事件》（In a Dark Place: The Story of a True Haunting）有談及此案件。2002年，探索頻道的《鬼影森森》有收錄此案件，此外2009年電影《康乃狄克鬼屋事件》也是以此事件為基礎。

### 恩菲爾德騷靈事件
其實華倫夫婦並沒有完全參與到案件，確實兩人是有出面幫忙，但華倫夫婦介入這個事件是1977年的冬季，當時還同時處理其他案件，主要負責本次調查的超自然現象調查員是居伊·萊昂·普萊非爾，更曾說華倫夫婦根本是不請自來，而且只待一天就走了。事件被改編成電影《厲陰宅2》。

### 安娜貝爾事件
1968年，美國康乃狄克州一位讀護理的學生唐娜，收到媽媽送的布娃娃，作為她的生日禮物，娃娃的名字叫「安娜貝爾」，但唐娜收到這隻布娃娃後，卻引發了一連串驚心動魄的靈異事件。之後華倫夫婦帶走了安娜貝爾，送往靈異博物館安置在玻璃櫃中。此事件被拍成電影《安娜貝爾》、《安娜貝爾：造孽》、《安娜貝爾回家囉》，並成為《厲陰宅》開場。

## 電影
1991年，二十世紀福斯以斯穆爾事件為基礎，製作了一套長兩小時的電視電影《鬧鬼》（The Haunted）。2009年電影《康乃狄克鬼屋事件》亦是改編自1986年斯內德克一家人的鬧鬼事件。溫子仁執導的2013年電影亦是根據羅德島鬼屋改編而成，由派翠克·威爾森以及薇拉·法蜜嘉分別飾演艾德·華倫以及蘿琳·華倫。蘿琳·華倫亦在電影中客串出現。
溫子仁執導的2016年電影《厲陰宅2》，由派翠克·威爾森以及薇拉·法蜜嘉分別飾演艾德·華倫以及蘿琳·華倫。改編自恩菲爾德騷靈事件。
溫子仁监制的2019年電影《安娜贝尔3：鬼娃回家》，由派翠克·威爾森以及薇拉·法蜜嘉分別飾演艾德·華倫以及蘿琳·華倫。于片中特别出演。

## 家庭
兩人於1945年結婚，婚後育有一女Judy Warren(1946-)。

## 批评
根据1997年《康涅狄格邮报》的一次采访，史蒂夫·诺维拉和佩里·德安杰利斯代表新英格兰怀疑论者协会（NESS）对沃伦夫妇进行了调查。他们发现这对夫妇很和善，但他们关于恶魔和鬼魂的说法“往好了说，是无意义的鬼故事讲述；往坏了说，是危险的骗局。”他们参加了价值13美元的旅行，查看了沃伦夫妇为精神和鬼魂收集的所有证据。他们观看了影片，并查看了沃伦夫妇拥有的最佳证据。他们的结论是“这全是胡说八道。”他们发现了闪光摄影的常见错误，并且在沃伦夫妇收集的文物中没有发现邪恶的东西。“他们有……很多关于逃脱的证据的浮夸故事……他们没有进行良好的科学调查；他们有一个他们坚持的预设结论，这是字面上和宗教上的，”诺维拉如是说。洛林·沃伦说，佩里和史蒂夫的问题在于“他们的一切都不以上帝为基础”。诺维拉回应说：“进行扎实的批判性思维，真正运用你的智力来得出真正反映现实的结论需要努力……这是科学家每天都在做的事情，也是怀疑论者所倡导的。”
在《悉尼先驱晨报》的一篇文章中，该文章检查了超自然电影是否真的基于真实事件，该调查被用作相反的证据。正如诺维拉所引述的：“他们（沃伦夫妇）声称拥有科学证据，确实可以证明鬼魂的存在，这听起来像是一个我们可以深入调查的可测试的说法。结果我们发现的是一对非常好的夫妇，一对真诚的人，但绝对没有令人信服的证据……”虽然德安杰利斯和诺维拉明确表示他们认为沃伦夫妇不会故意伤害任何人，但他们确实警告说，沃伦夫妇的说法有助于加强妄想并使公众对合法的科学方法产生困惑。

## 著作
- . St. Martin's Press. 1988. ISBN 0-312-01440-6.
- . Dell. 1990. ISBN 0-440-20589-1.
- . St. Martin's Press. 1991. ISBN 0-312-06493-4.
- . St. Martin's Press. 1989. ISBN 0-312-03353-2.
- . St. Martin's Press. 1992. ISBN 0-312-08202-9.
- . AuthorHouse. 2004. ISBN 1-4184-6767-7.

## 外部連結
- The New England Society For Psychic Research （页面存档备份，存于）
- Article Detailing the Recent Danbury Court Case
- Hunting the Ghost Hunters: An Investigation of Ed and Lorraine Warren （页面存档备份，存于） – Perry DeAngelis and Steven Novella
- The Demonologist Page on the Warrens – contains brief biographical information
- Ed Warren在互联网电影资料库（IMDb）上的資料（英文）
- Lorraine Warren在互联网电影资料库（IMDb）上的資料（英文）
- JREF reprint of Ray Garton letter – Ray Garton Letter refuting the Warrens
- Ed Warren在国会图书馆管理局的纪录，有5条目录纪录
- Lorraine Warren在国会图书馆管理局的纪录，有3条目录纪录
- Ed Warren （页面存档备份，存于） and Lorraine Warren （页面存档备份，存于） at WorldCat
- Dunning, Brian. . Skeptoid. July 12, 2016.